# Robert Moody

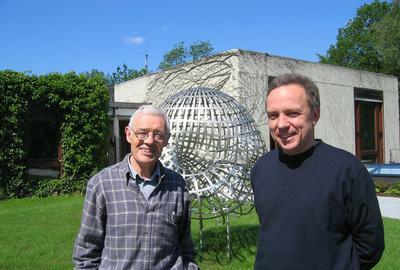
Robert V. Moody (links) in Oberwolfach (2007)

Robert Vaughan Moody (* 28. November 1941) ist ein kanadischer Mathematiker.

## Leben
Moody wurde in Großbritannien geboren. Er studierte an der University of Saskatchewan in Kanada, wo er 1962 seinen Bachelor-Abschluss machte, und an der University of Toronto, wo er 1964 seinen Master-Abschluss in Mathematik machte und 1966 bei Maria Wonenburger mit der Dissertation Lie algebras associated to generalized Cartan Matrices promoviert wurde. Im selben Jahr wurde er Assistenzprofessor an der University of Saskatchewan, 1970 Associate Professor und 1976 Professor. 1989 wurde er Mathematik-Professor an der University of Alberta. Er ist dort jetzt (2007) Professor Emeritus und Adjunct Professor an der University of Victoria. Er war u. a. Gastprofessor an der Universität Bonn, der Gesamthochschule Wuppertal, an der Universität Pierre und Marie Curie (Universität Paris VI) und am Tata Institute of Fundamental Research in Bombay.
Moody ist mit Victor Kac der Entdecker der Kac-Moody-Algebren, einer unendlichdimensionalen Verallgemeinerung von Lie-Algebren, die in der modernen Physik viel verwendet wird (Stringtheorie). Er befasste sich auch mit der konstruktiven Berechnung der Darstellung von Liegruppen und -algebren (teilweise mit Jiří Patera) und interessiert sich auch für Quasikristalle, Mathematik in der Kunst und Fotografie.
1999 wurde er Officer of the Order of Canada und 1980 Fellow der Royal Society of Canada. 1996 erhielt er mit Kac die Wigner-Medaille. Er ist Ehrendoktor der Universität Montreal und der Universität Bielefeld (2015).

## Schriften
- Baake, Grimm, Moody: Die verborgene Ordnung der Quasikristalle, Spektrum, Februar 2002
- Kass, Moody, Patera, Slansky: Affine Lie Algebras, weight multiplicities and branching rules, 2 Bände, University of California Press 1991
- Moody, Bremner, Patera: Tables of weight space multiplicities, Marcel Dekker 1983
- Moody, Patera Fast recursion formula for weight multiplicities, Bulletin AMS, 7, 1982, 237–242, Online
- Moody, Pianzola: Lie algebras with triangular decompositions, Canadian Mathematical Society Series, John Wiley 1995